# Formo
Formo, Fórmide o Formis (en griego: Φόρμις, fl. c. 478 a. C.) fue un poeta y dramaturgo siciliano, considerado uno de los creadores de la comedia griega, o de una forma particular de la misma.

## Biografía
Formo era de Siracusa, contemporáneo del comediógrafo y filósofo presocrático Epicarmo y amigo de Gelón, además de educador de sus hijos. Epicarmo, Formo y su discípulo Dinóloco pueden ser considerados representantes de la comedia doria.
Aristóteles, en Poética, lo identificó como uno de los creadores de la comedia, junto con Epicarmo, siendo autores de farsas cómicas:

En cuanto a la composición de relatos (Epicarmo y Formo) procedían, en un principio, de Sicilia. Entre los de Atenas, Cratete fue el primero que, abandonando la forma del yambo y comenzó a componer cuentos e historias de valor general.
Aristóteles, Poética, 1449b.

Del testimonio aristotélico y de otros menores, incluida la citada entrada de la Suda, se deduce que tanto Formo como Epicarmo, aún manteniendo el trímetro yámbico, lo inclinaron a una puesta en escena de relatos conocidos, es decir temas mitológicos, que debido a su carácter general, podrían ser bien recibidos y seguidos por el público, y más cuando eran parodias de los héroes griegos.
También introdujo innovaciones en el campo teatral, modificando la decoración del escenario con telas y pieles teñidas de púrpura y la utilización de vestimentas de túnica larga para los actores.

## Obras
De las 14 obras de Formo solo tenemos los títulos mencionados en la Suda:
- Admeto
- Alcioneo
- Alcinoo
- Atalante
- Cefeo  (o Kefalaia)
- Hippos (El Caballo)
- Iliou Porthesis (El saqueo de Ilio)
- Perseo

Se conoce que sus obras fueron representadas en teatros como el Teatro griego de Siracusa, aunque hasta ahora no nos ha llegado ningún fragmento. 